# 汾城文昌祠
35°49′10″N 111°16′20″E / 35.81944°N 111.27222°E
汾城文昌祠位于中国山西省襄汾县汾城镇城内西部，汾城文庙东南角墙外，供奉文昌帝君，现仅存门楼，下部为高台，辟有门洞，上部为六角攒尖顶二层楼阁。